# 대한민국 국방부 중앙정보부
대한민국 국방부 중앙정보부(大韓民國國防部中央情報部) 또는 국방부 79호실(國防部79號室)은 1958년 창설된 대한민국 국방부의 예하 정보기관이었다. 미국 중앙정보국과의 정보 교류 및 대응을 위해 설치된 기관이었으며 국방부 장관 직할이었다. 79부대(79部隊)라는 별칭으로도 불렸다. 김정렬 국방부 장관은 미국 CIA 한국지부장 요청으로 3군 정보요원을 차출해 가칭 중앙정보부 라는 통합부대를 창설하였다. 김정렬은 이 부대장에 이후락 준장을 앉혔고 이후락 준장은 자신의 군번을 따서 '제79부대'(이후락 준장의 군번 10079에서 따옴)라고 이름지었다. 그 외 79호실이라는 별칭도 있었다.
기관장은 대한민국 국방부 장관인 김정렬이었지만 실질적인 책임자는 이후락이었다. 이후락은 '79 호실' 의 창설과 함께 이 조직의 책임자로 임명되었다. 1960년 4월 19일 3.15 부정 선거에 대한 책임으로 군사, 경찰 특무기관들이 해체될 때 함께 사라졌다. 국방정보본부의 전신이며 중앙정보부의 뿌리가 되기도 했다.

## 설립 배경
1959년 어느날 미국 CIA 주요 간부 한 사람이 당시 국방 장관인 김정렬에게 미국 기관과는 별도의 조직을 구성해야 한다며 당시 국방부 장관 김정렬에게 제의해왔다.
그는 미국 기관과는 별도의 조직으로 운영될 CIA 지부를 한국에 설치하고 싶다고 제의해왔다. 그는 CIA 지부가 설치되면 그 요원들에게 외교관과 똑같은 치외법권이 보장되어야 할 것이라고 덧붙였다. 그러나 김정렬은 쉽게 응하지 않았다. 미국 중앙정보부, 즉 CIA 간부라고 자신을 소개한 넬슨은 CIA서울지부를 창설하러 왔다고 말하는 것이었다. 어리둥절해하는 김 장관에게 넬슨은 전임 장관인 김용우와 CIA부장 앨런 덜레스가 함께 서명한 협약서를 제시했다. 한미 두 나라의 정보협력에 대해서 규정한 문서였는데 김정렬은 이런 것이 있는줄 그때 처음 알게 되었다.
김정렬은 이 제안에 대해 CIA 한국지부가 독자적인 기관으로써 설치되는 것은 곤란하나, 미국 대사관 안에 적당한 자리를 마련하여 활동하는 것이 좋겠다는 의견을 내놓았다. 한미 두 나라의 정보협력에 대해서 규정한 문서였는데 김정렬은 이런 것이 있는 줄 그때 처음 알게 되었다. 웨인 넬슨은 이 협약에 따라 CIA지부를 개설하고 이 기구와 상대할 한국측 정보기관도 만들어줄 것을 요청했다.
김정렬은 이후락을 탐탁치 않게 생각하였지만 미국 CIA에서 계속 부탁하자 이승만에게 보고했다. 이승만은 아에 CIA를 믿지 말라면서 쉽게 허락해주지 않았다. 김 장관이 이 문제를 이승만 대통령과 상의했더니 대통령은 내키지 않는 표정으로 CIA지부의 창설을 허가하면서도 주의를 주는 것이었다. 이승만은 허락을 해주되 "CIA는 못된 놈들이야. 조심해!"라며 조언하였다.

## 설립
양국 간의 합의를 거친 결과 미 대사관에는 미 CIA 한국 지부장 웨인 넬슨이 부임했다. 넬슨은 부임 즉시 김정렬 국방부 장관 에게 '전임 김용우 국방부 장관 시절 한국과 미국 두 나라 국방 장관 사이에는 양국의 정보를 교환한다는 비밀 협정을 맺은 적이 있는데, 이 협정을 이행하려면 한국 측에도 GA 상대역인 정보기관이 있어야 한다'고 제안했다. 이 제안을 받아들인 김정렬은 3군에서 정보 요원을 뽑아 국방 장관 휘하의 직속부대를 만들고 그 부대장으로 이후락 준장을 임명했다. 이 부대의 정식 명칭은 '중앙정보부'였고 대외적으로는 이후락 자신의 군번을 딴 '79부대'라는 위장호칭을 붙였다.
국방부의 직속 기관으로 국방부 중앙정보부장은 국방부 장관이 겸했다. 그리고 국방부 중앙정보부(79호실)을 운영하는 실질적인 운영자인 실장은 이후락이 맡았다.

## 기관장

### 부장
- 김정렬 1958년 ~ 1960년 5월 2일

### 실장
국방부 중앙정보부 실장이었고, 대외 명칭은 국방부 79호실장, 국방부 79부대장 등 여러 가지 명칭으로 알려졌다.
- 이후락 1958년 ~ 1960년 5월 2일

## 활동
국방부 중앙정보부의 목적은 미국 중앙정보국과의 정보 교류가 목적이었다. 기존에 존재하면서 첩보, 정보를 입수하던 국방부 제4국이나 육군본부 정보국, 해군 정보국, 육군 특무부대, 국방부 국군 방첩대 등과는 별도로 운영, 활용되었다.
창립 당시에 79 부대의 인원수는 20여 명 이었고 미 CIA 요원들도 이 부대에 파견되어 초창기 업무를 도왔다. 79부대는 각 정보부대에서 수집된 정보들을 체계적으로 정리하는 일과 OA에서 제공하는 해외정보를 분류해 내는 일이 주된 업무였다. 미국의 CIA에서 전달되어 오는 정보량은 1주일에 케비넷 하나를 가득 채울 정도로 방대했다. 이후락은 CIA 정보 가운데 중요한 내용들을 선별하여 매일 국방부 장관에게 보고했고 국방 장관은 이를 토대로 간추린 정보들을 경무대에 보고하였다.

## 라오스 밀파 활동
79부대장 시절 이후락은 이승만의 밀명을 받아 라오스에 잠입하기도 했다. 당시 한국 정부는 라오스 공산화 방지를 위해 우익 노사반 장군이 이끄는 정부군 지원방안을 검토하다가 이후락을 라오스 현지로 보냈다. 이후락은 당시 베트남 대사 최덕신(崔德新)의 도움을 받아 노사반을 만난 결과를 이승만 대통령에게 직접 보고했다.
김정렬 국방장관은 서울로 돌아온 이후락 준장을 데리고 경무대로 들어가 이승만 대통령을 만났다. 이때 이후락 준장이 직접 보고를 하도록 했다. 그는 '노, 노, 노사반 장군이…' 식으로 말을 더듬거렸고 얼굴이 벌개지기도 했다. 이후락은 노사반 장군이 한국군의 파견을 희망하고 있더라고 전했다. 이 보고에 따라 백선엽(白善燁) 합참의장의 산하에 라오스 파병을 연구하는 실무반이 조직됐다. 그러나 미국측의 반대로 백지화된다.
보고에 따라 한국군의 라오스 파병이 깊이 있게 검토되다가 미국의 반대로 무산되었다.

## 기타
국방정보본부의 전신이며 1960년 11월에 창설된 중앙정보위와 중앙정보부의 뿌리가 되기도 했다. 이후락은 4·19 혁명 이후에도 79호실의 책임자로 있으면서 업무를 계속하였다. 그러다가 1961년 5·16 군사 정변이 일어나게 되었는데, 이 때 정변 주체세력들이 제일 먼저 체포한 것이 바로 정보 책임자인 이후락이었다.

## 같이 보기
- 미국 중앙정보국
- 미국 연방수사국
- 김정렬
- 이후락

## 관련 서적
- 문정인, 《국가정보론》 (박영사, 2006)
- 함성득, 《대통령 비서실장론》 (나남출판, 2002)
- 김교식, 《다큐멘터리 박정희 3권》 (평민사, 1990)